# Lonsdaleïta
La lonsdaleïta, també anomenada diamant hexagonal en referència a la seva estructura cristal·lina, és un al·lòtrop del carboni amb una estructura hexagonal. Rep el nom en honor de Kathleen Lonsdale. En la natura es forma quan un meteorit amb grafit impacta amb la Terra. L'elevada calor i la pressió durant l'impacte, transforma el grafit en diamant tot conservant l'estructura hexagonal del grafit. La lonsdaleïta va ser descrita per primer cop al meteorit de Canyon del Diablo, on es trobà com a cristalls microscòpics associats al diamant.
El mineral va ser sintetitzat en laboratori l'any 1967 comprimint i escalfant grafit a partir d'una pressió estàtica o utilitzant explosius. També s'ha produït mitjançant deposicions químiques en vapor, així com en descomposicions tèrmiques de polímers (polihidrocarbina), a pressió atmosfèrica i atmosfera d'argó a uns 1000°C
Alguns autors discuteixen l'existència real de la lonsdaleïta i defensen que es tracta d'un diamant cúbic amb defectes estructurals. Les anàlisis quantitatives amb raigs X indiquen la presència tant de seqüències cúbiques com hexagonals en el mineral i, per tant, s'ha suggerit que la lonsdaleïta és com una mena de "diamant maclat i desordenat".

## Identificació
La lonsdleïta és translúcida, groga o marró i té un índex de refracció de 2,40 a 2,41. La seva gravetat específica es troba entre 3,2 i 3,3. La seva duresa és teòricament superior a la del diamant cúbic (fins a un 58% més), d'acord amb les simulacions; els espècimens naturals presenten dureses més baixes (entre 7 i 8 en l'escala de Mohs); aquest descens de la duresa s'ha atribuït a defectes de la xarxa cristal·lina i a impureses.

## Formació i localitat
La lonsdaleïta es troba com a cristalls microscòpics associats amb diamant en alguns meteorits: Canyon Diablo, Kenna i Allan Hills 77283. També es troba en placers a la República de Sakhà. També s'han trobat espècimens al llac Cuitzeo, a l'estat de Guanajuato, Mèxic; en aquest cas, fou trobat pels científics que proposen l'impacte de Younger Dryas.